# 郗疵
郗疵（?—?），又稱絺疵，《戰國策》中作郤疵，春秋战国之际晋国人，智氏的谋士。
周貞定王十四年（晉出公二十年）（前455年），晋卿智伯瑤聯合韓康子、魏桓子出兵攻趙氏，圍攻趙襄子的根据地晉陽，晉陽之戰爆發。周貞定王十六年（晉出公二十二年）（前453年），智瑶引水灌晋阳城。智瑶巡视水势，说道：“我今天才知道水可以让人亡国。”伴隨在側的魏桓子和韩康子都警觉起來並互作暗號，因为汾水可以灌魏氏都城安邑，绛水也可以灌韩氏都城平阳。郗疵对智瑶说：“韩、魏二主肯定会反叛。”智瑶询问缘故。郗疵说：“我是憑著觀察他們二人及戰事情況而知道的。我们调集韩、魏两家的军队来围攻赵氏，赵氏覆亡，就一定輪到韩、魏两家面臨禍難了。我们约好灭赵后三家分割其地，晋阳城仅差三版（六尺）就被水淹没，城内已因為缺糧而要宰马为食，晉陽城投降指日可待。然而韩、魏兩家主君沒有高兴的神情，反倒面有忧色，這不是要反叛的跡象又是甚麼呢？”
第二天，智瑶把郗疵的话告诉了韩、魏二人，二人向智伯堅稱三家分趙在即，好處在前，必定不會冒險背約，反指郗疵为赵家游说並中傷他們二人，藉此离间三家關係，瓦解攻趙同盟。两人出去，郗疵进来说：“君上为什么把我的话告诉韩、魏二主？”智瑶反问：“你怎么知道的？”回答说：“我见到他们小心地盯著我並急忙离去，這是因為他們知道我看透了他们的心思吧。”智瑶不改主意。于是郗疵请求让他出使齐国，藉此離開晉陽以避禍。